# Despenseiro

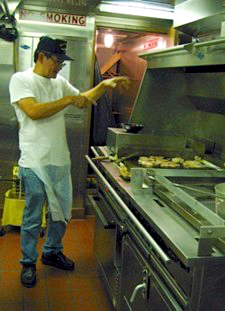
Despenseiro da marinha na cozinha de um navio.

Um despenseiro é um profissional da marinha ou da hotelaria, responsável pelos serviços de alimentação e de alojamento.
O termo também se aplica, em alguns países, aos profissionais pertencentes ao pessoal navegante comercial da aviação civil.
No âmbito desportivo, o termo "steward'" ("hospedeiro" ou "despenseiro" em língua Inglesa) é utilizado, na linguagem corrente, para designar os agentes de segurança privada que prestam serviço nos estádios durante os jogos de futebol.

## Hotelaria
Em hoteis, restaurantes e outros estabelecimentos similares, o despenseiro é um profissional responsável pelo armazenamento, conservação e distribuição de alimentos.
No âmbito das suas funções, compete a um despenseiro estimar as necessidades de alimentos e bebidas dos diversos departamentos do estabelecimento, participar na seleção dos fornecedores, receber os produtos e verificar a sua quantidade e qualidade, armazenar devidamente os produtos , distribuir os produtos que lhe sejam requisitados, controlar os estoques, comprar géneros de consumo diário e engarrafar vinhos ou outras bebidas.

## Marinha de guerra
Nas marinhas de guerra de vários países, os despenseiros exercem funções relacionadas com o armazenamento e distribuição de alimentos.
Atualmente, na Marinha Portuguesa, os despenseiros formam uma das subclasses de praças da Classe da Taifa. 
Até 1968, a Classe dos Despenseiros formava uma das classes em que se organizavam os praças de Taifa. Os praças da Classe de Despenseiros tinham postos com uma designação própria: primeiro-despenseiro e segundo-despenseiro, ambos equiparados ao posto de cabo da Marinhagem.

## Marinha mercante
Na marinha mercante, o despenseiro é, normalmente, o profissional do escalão da mestragem de categoria mais elevada da secção de câmaras/seção de câmara de uma embarcação, competindo-lhe coordenar o pessoal da mestragem e marinhagem das câmaras, segundo as instruções dos oficiais comissários. Se, da tripulação da embarcação, não fizerem parte oficiais comissários, o despenseiro assume a chefia da secção de câmaras.
No âmbito da sua função de coordenação do serviço de câmaras de uma embarcação, compete a um despenseiro: elaborar  requisições e conferir a quantidade e a qualidade dos produtos recebidos de acordo com a encomenda, dar indicações sobre as arrumações dos frigoríficos e dos paióis sob a sua gestão, vigiar a conservação e distribuição dos géneros alimentícios e efetuar o registo diário da sua movimentação e consumo, elaborar as ementas em colaboração com o cozinheiro, organizar o trabalho do pessoal de cozinha, assegurar a higiene dos locais afetos ao serviço de câmaras, distribuir tarefas pelos empregados de câmaras e superintender a sua execução e providenciar as reparações necessárias relativas ao seu serviço.
Até 2001, na Marinha Mercante Portuguesa existia a categoria de despenseiro, que era a mais elevada do escalão da mestragem do pessoal de câmara. Acedia-se à categoria, depois de uma experiência mínima de embarque de quatro anos, como cozinheiro ou como empregado de câmara. Desde então, a carreira foi extinta, deixando a função de ser regulamentada.